# 明石市立人丸小学校
明石市立人丸小学校（あかししりつ ひとまるしょうがっこう）は、兵庫県明石市東人丸町に所在する公立小学校。2022年度（令和4年度）現在の児童数は 942名となっている。

## 概要
小学校は丘陵地にあり、1901年に明石第二小学校として創立される。1947年に明石市立人丸小学校と改称する。

## 沿革
- 1901年（明治34年） - 明石第二小学校を創立
- 1925年（大正14年） - 明石人丸尋常小学校と改称
- 1927年（昭和02年） - 明石女子師範学校代用付属校となる
- 1941年（昭和16年） - 明石市人丸国民学校と改称
- 1947年（昭和22年） - 明石市立人丸小学校と改称 高等科廃止
- 1960年（昭和35年） - 鉄筋校舎新築（第1期工事）
- 1962年（昭和37年） - 鉄筋校舎新築（第2期工事）
- 1964年（昭和39年） - 鉄筋校舎新築（第3期工事）プール新築
- 1966年（昭和41年） - 鉄筋校舎新築（第4期工事）
- 1967年（昭和42年） - 鉄筋校舎新築（第5期工事）
- 1968年（昭和43年） - プレハブ教室増築（4教室）
- 1975年（昭和50年） - 鉄筋校舎増築工事（6教室）屋内体育館壁改修工事
- 1983年（昭和58年） - 木造校舎解体
- 1984年（昭和59年） - 北鉄筋校舎建築完成
- 2016年（平成28年） - 南校舎新築完成
- 2023年（令和05年） - プレハブ校舎（東校舎）新築完成

## 通学区域
- 朝霧町1・2丁目、北朝霧丘2丁目、西朝霧丘、荷山町、東野町、太寺大野町、太寺天王町、太寺1 - 3丁目、東人丸町、北朝霧丘1丁目（1630、3774、3788）、中朝霧丘(1番-4番)、太寺4丁目(1番-3番、4番（1 - 10･51 - 61）、5番 - 16番)[2]

※卒業後は基本的に明石市立大蔵中学校に進学する。

## 通学区域が隣接している学校
- 明石市立明石小学校
- 明石市立中崎小学校
- 明石市立朝霧小学校
- 神戸市立有瀬小学校

## 出身人物
- 酒井順吉（将棋棋士）
- 元澤誠（バスケットボール選手）
- 元澤陸（プロバスケットボール選手）
- 山﨑伊織（プロ野球選手）
- 菅原明朗（作曲家）